# Typhoon Lagoon

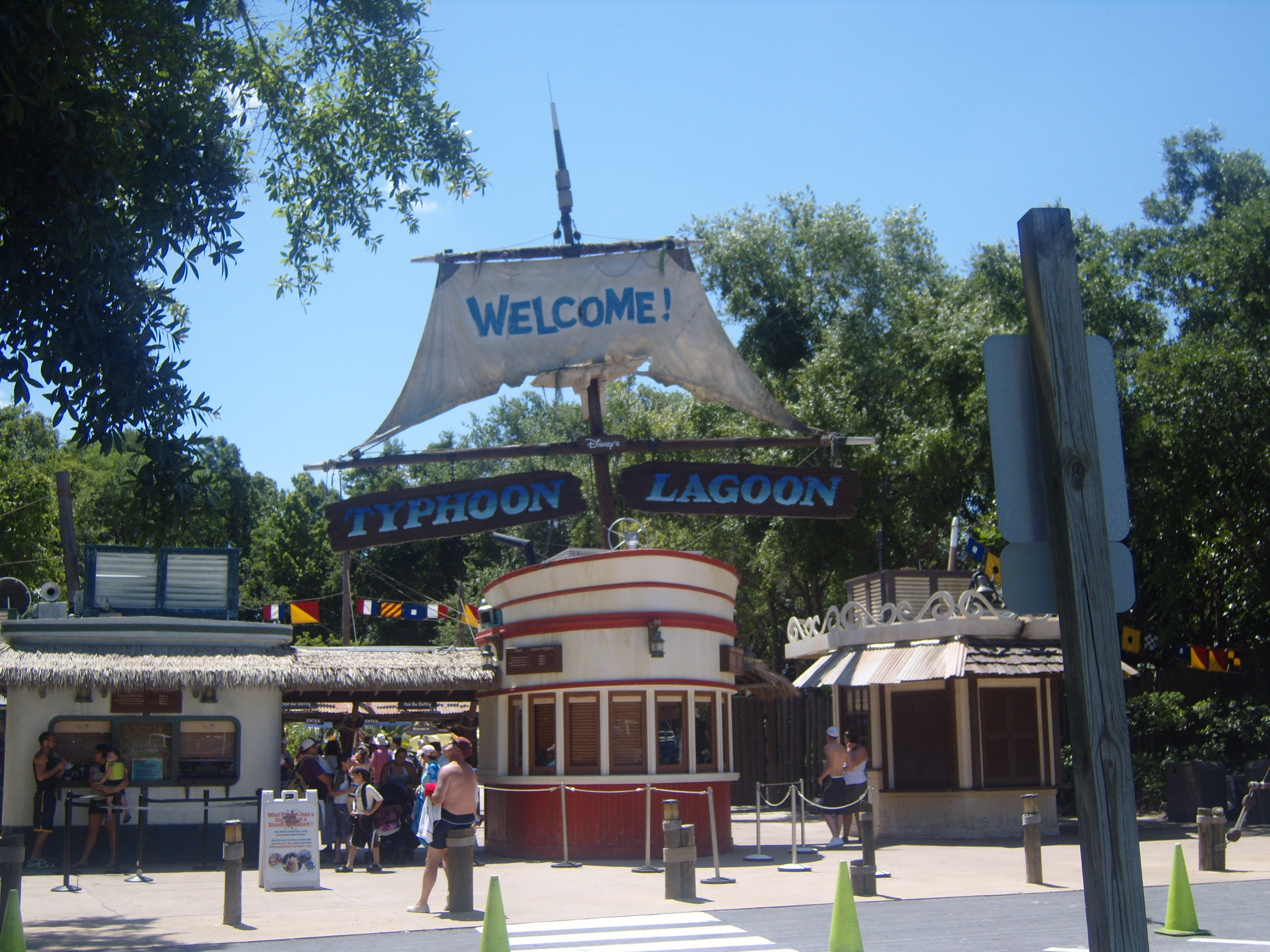
Walt Disney World Typhoon Lagoon, entrada

Typhoon Lagoon é um parque aquático localizado no Walt Disney World Resort em Lake Buena Vista, próximo a Orlando, Flórida, Estados Unidos, e é o segundo parque aquático do Walt Disney World.
O parque, que abriu em 1º de junho de 1989, abriga uma das maiores piscinas de ondas ao ar livre do mundo. O tema do parque é a "lenda Disney" de um tufão que causou estragos em um paraíso tropical intocado. Navios, redes de pesca e pranchas de surfe estão espalhadas pelo espaço. A peça central do parque é o "Miss Tilly", um barco empalado em cima de uma montanha chamada de "Monte Mayday" que tem um gêiser de água de 15 metros de altura que entra em erupção a cada meia hora, logo depois do som de sino de navio do Miss Tilly. O mascote do Typhoon Lagoon é o “Lagoona Gator”, e ele é relacionado ao mascote Ice Gator do Blizzard Beach.
Em 2012, o Typhoon Lagoon atraiu aproximadamente 2 100 000 visitantes, tornando-o o parque aquático mais visitado no mundo.
O Typhoon Lagoon é aberto por nove meses de 4 de janeiro a 25 de outubro. De 26 de outubro a 3 de janeiro, o parque fecha para reformas anuais. Durante seu fechamento, o Blizzard Beach permanece aberto.
Dos principais parques do Disney World, o Typhoon Lagoon é o único que se situa nos limites da cidade de Lake Buena Vista. O Blizzard Beach e os quatro parques temáticos estão na cidade vizinha de Bay Lake. No entanto, Lake Buena Vista é o endereço postal do Walt Disney World Resort inteiro.

## Monte Mayday

### Visão geral
O Monte Mayday, localizado atrás da piscina de ondas, conta com o “Miss Tilly” bem como com muitas cachoeiras e toboáguas.
As principais obras de engenharia que aconteceram em 1988 e 1989 apresentaram estudos, design e testes em geração e propagação de ondas de água. Como o Typhoon Lagoon teve um dos primeiros geradores de onda aplicados a um parque temático, um de seus principais objetivos era de produzir ondas surfáveis. As ondas são geradas por um tanque de concreto de 12 células protendidas no findo da lago coberta pelo cenário de navio quebrado. Técnicas de modelação computacional foram usadas na época para estudar a interação de estruturas de fluídos, concentrações de tensão e cansaço para assegurar a integridade e segurança. Antes de sua abertura, o Typhoon Lagoon foi testado para determinar a forma das ondas, a duração do surfe nas ondas e a extensão das ondas que dá uma sensação natural com elas se propagando e quebrando na praia artificial.

### Atrações
- Humunga Kowabunga: Três toboáguas de velocidade que enviam os visitantes cinco andares abaixo em segundos, alcançando velocidades de 62 km/h (restrição de altura: 1,21 m ou maior).
- Storm Slides: Três toboáguas (Jib Jammer, Stern Burner e Rudder Buster) com uma descida de três andares de altura com muitas curvas até uma piscina no fundo.
- Gang Plank Falls: Atração de raft que conta com boias para quatro pessoas.
- Mayday Falls: Toboágua de boias com um sentimento de corredeira rápida.
- Keelhaul Falls: Toboágua de boias com uma atração mais suave, passando por cachoeira e uma caverna.
- Forgotten Grotto: Uma caverna no Monte Mayday.
- Overlook Pass: Uma passagem na borda do Monte Mayday, com pequenas cachoeiras.

## Hideaway Bay

### Resumo
Hideaway Bay, antigamente “Out of the Way Cay”, é uma área de praia localizada atrás dos vestiários. Ele é a parte mais escondida do parte e conta com as atrações mais novas do Typhoon Lagoon.

### Atrações

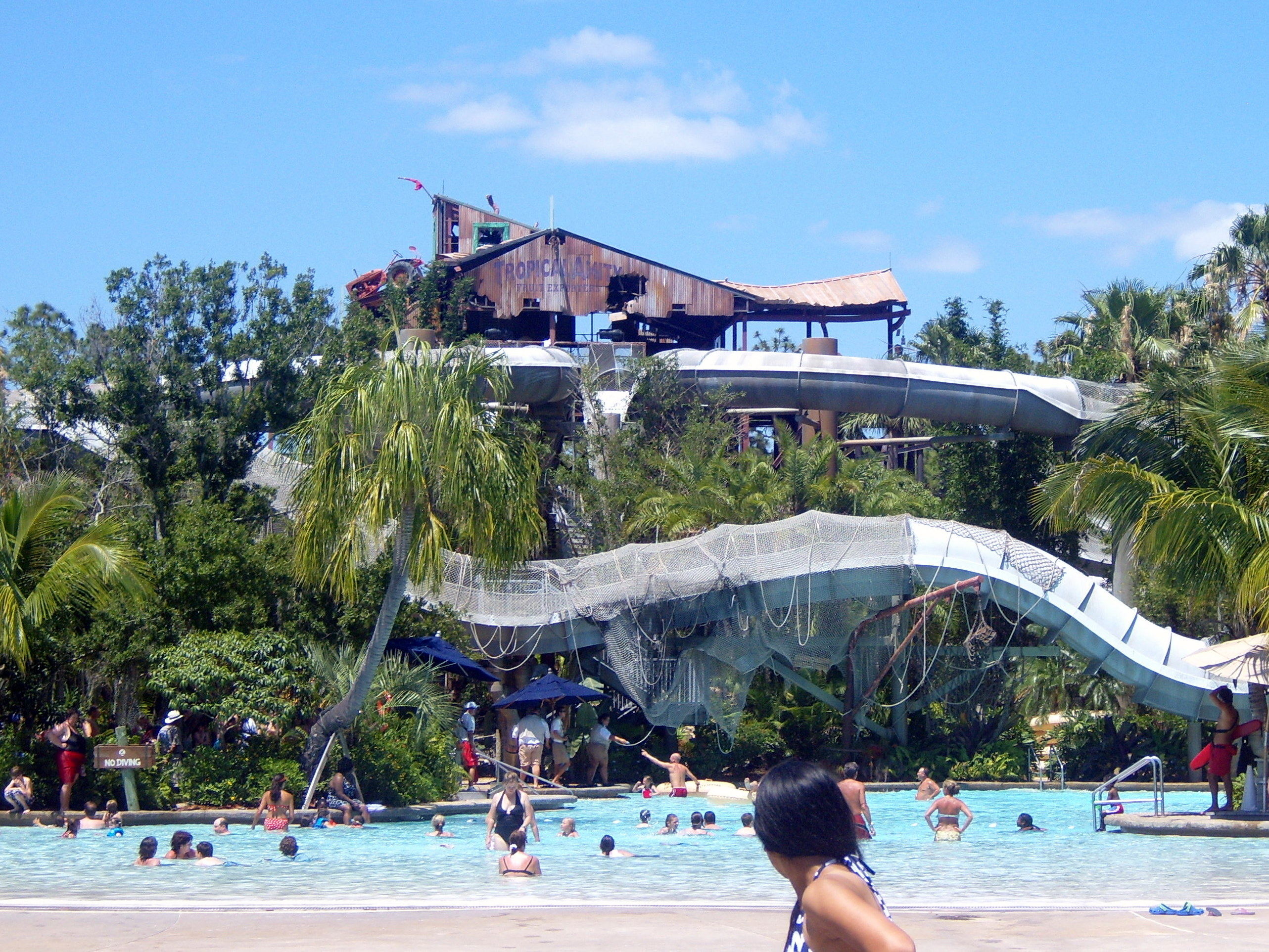
Crush 'n' Gusher

- Crush 'n' Gusher: Toboágua onde uma a três pessoas são impulsionadas por jatos de água através de curvas fechadas e declives acentuados. Esta atenção inclui uma escola entre os toboáguas "Banana Blaster", "Coconut Crusher", ou "Pineapple Plunger" (altura mínima: 1,21 m ou maior)
- Sandy White Beach: Área de pra com espreguiçadeiras bem como uma piscina rasa do lado do Crush 'n' Gusher.

## Typhoon Lagoon

### Resumo
A maior seção do parque aquático abriga a atração principal bem como muitas praias de areia branca com muitas sombras.

### Atrações

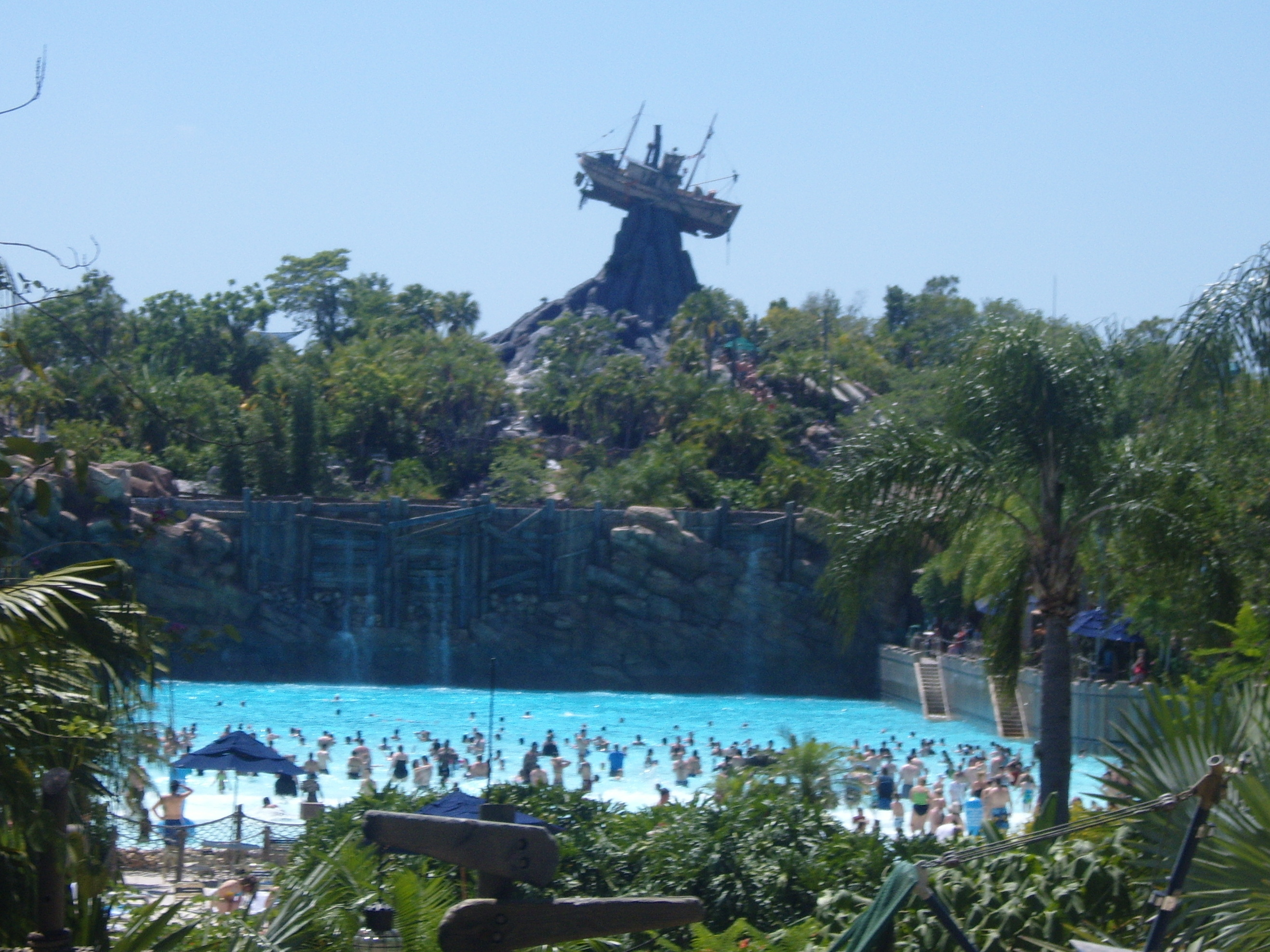
Piscina de ondas do Typhoon Lagoon

- Typhoon Lagoon Surf Pool: Piscina de ondas, com ondas de 1,8 m de altura a cada 90 segundos.
- Bay Slides: Toboágua suave projetado para enviar as crianças por descidas suaves que terminam em um canto da piscina de ondas.
- Blustery Bay: Piscina de ondas com entrada de profundidade zero próximo à torre do relógio, adjacente ao “Surf Pool” e é cercada por praias.
- Whitecap Cove: Piscina de ondas com entrada de profundidade zero próximo ao “Surf Doggies”, do lado da “Surf Pool” e cercada por praias.
- Learn to Surf: Promovido pelo “Craig Carroll’s Cocoa Beach Surf School”, uma aula de duas horas e meia de surfe, antes do parque abrir (custo à parte).

## Shark Reef

### Visão geral
Dois recifes de água salgada separados por um petroleiro afundado oferece aos visitantes uma experiência com criaturas com o mar caribenhos.

### Atrações
- Shark Reef: Promovido pelo NAUI, snorkel por recifes de águas salgadas sem aquecimento povoados por arraias, tubarões-de-pala, tubarões-leopardo e peixes tropicais.
- Sunken Tanker: Área de observação subaquática de recifes. Observação fornecida através de escotilhas de navios.
- S.A.S Adventure: Uma experiência de snorkel de superfície de 30 minutos, usando um pequeno tanque, um regulador pequeno e um colete salva-vidas (custo à parte). Todos os participantes devem ter pelo menos 5 anos de idade.
- Hammer Head Fred’s Dive Shop: Snorkels, máscaras, coletes salva-vidas e chuveiros sem aquecimento fornecidos.

## Castaway Creek
Fluindo continuamente, uma corredeira lenta de 640 m de comprimento que circula suavemente pelo parque inteiro, passando por cachoeira, florestas tropicais, névoa e o próprio Monte Mayday. Os visitantes podem flutuar por si mesmos ou em boias.

## Outras atrações
- Ketchakiddee Creek: um playground para crianças pequenas que contas com pequenos escorregadores e fontes de água. Há dispositivos de água que pulverizam em todos os lugares, incluindo uma mistura de baleias e focas. Há também uma praia com areia.

## Comidas e bebidas
- Leaning Palms: Anteriormente o Placid Palms resort, é o principal restaurante. Cercado por áreas com assentos e sombras. Localiza-se próximo à entrada principal.
- Typhoon Tilly’s: Localizado próximo ao “Shark Reef”.
- Happy Landings Ice Cream: Localizado entre o “Getaway Glenn” e “Castaway Creek”.
- Let’s Go Slurpin’: Bar localizado na praia da piscina de ondas.
- Surf Doggies: Um carro de surfista na praia.
- Crush Cart: Um pequeno carrinho em oposição à entrada do Crush n Gusher.

### Áreas de picnic
Há duas áreas voltadas para picnic localizadas no parque. No entanto, não existem restrições sobre locais para se fazer um picnic.
- Getaway Glenn: Localizado atrás do "Happy Landings", perto da frente do parque.
- Hideaway Bay: Localiza-se próximo ao Crush 'n' Gusher e aos vestiários.

Isopores são permitidos no parque. Os únicos itens restritos são vidro e álcool.

## Merchandise
- North Pearl: Loja de joias com pérolas. Localiza-se no “Hammer Head Fred’s Dive Shop”.
- Singapore Sal’s: Principal loja de produtos, oferecendo lembranças, roupa de banho, calçados etc.
- High ‘N Dry Towels: Locação de cofres, toalhas e salva-vidas complementares.